# Reuth unter Neuhaus
Reuth unter Neuhaus (kurz Reuth u.N.) ist ein Gemeindeteil der Gemeinde Ettenstatt im Landkreis Weißenburg-Gunzenhausen (Mittelfranken, Bayern). Die Gemarkung Reuth unter Neuhaus hat eine Fläche von 3,682 km². Sie ist in 376 Flurstücke aufgeteilt, die eine durchschnittliche Flurstücksfläche von 9792,43 m² haben.

## Geografie
Das Kirchdorf Reuth liegt südlich der Staatsstraße 2389 zwischen Ettenstatt und Laibstadt. Durch den Ort führt die Kreisstraße WUG 18. Etwa 100 Meter südöstlich des Ortes befindet sich im Waldgebiet Am Zwiefelbrunnen die Quelle des Engelbachs, der durch den Ort fließt und ein linker Zufluss des Felchbaches ist. Ettenstatt liegt rund 2,5 Kilometer in südwestlicher Richtung.

## Geschichte
Der Name Reuth und die Anlage des Ortes als Haufendorf mit Blockflur gehen auf eine Rodung zurück, die im 12. bis 13. Jahrhundert an dieser Stelle existiert hat, später kam zum Ortsnamen der Zusatz „unter Neuhaus“ dazu. Die Burg Neuhaus, von der sich der Zusatz ableitet, war 584 Jahre lang durchgehend im Besitz des Adelsgeschlechtes der Schenken von Geyern, die Mitglieder im Fränkischen Ritterkreis waren.
Bis zur Gemeindegebietsreform war Reuth unter Neuhaus eine eigenständige Gemeinde, ehe sie sich am 1. Januar 1973 der Gemeinde Ettenstatt anschloss.

## Kirche St. Marien
1480 besaß Reuth eine Kapelle, die zur Pfarrei Ettenstatt und damit zum Bistum Eichstätt gehörte. In dieser Zeit wurde vermutlich auch der Grundstein der heutigen evangelisch-lutherischen Kirche St. Marien gelegt. Die als Baudenkmal gekennzeichnete Kirche umfasst unter anderem ein spätgotisches Sakramentshäuschen von 1500 mit einer Marien-Madonna und Jesuskind. Erneuerung des Langhauses fanden unter Leitung von Traugott Friedrich Schuchart 1748 statt mit Veränderungen um 1840. Der 1480 erbaute und 1748 in achteckiger Form aufgestockte Kirchturm wird von einem Spitzhelm gekrönt. Den Chor überspannt ein Kreuzgewölbe. Die barocke Kanzel ist von 1675.

## Burg Neuhaus
Im Mittelalter beherbergte Reuth unter Neuhaus eine kleine Burg im Wald knapp einen Kilometer südlich des Ortes, die auch Neuhaus genannt wurde. Das „Neuhaus“ ist heute nur noch als Burgstall erhalten, der als Bodendenkmal ausgewiesen ist. Über die Art der Burg Neuhaus und die Zeit ihrer Erbauung ist nichts bekannt.